# Meg Mundy
Meg Mundy, all'anagrafe Margaret "Meg" Ane Mary Mundy (Londra, 4 gennaio 1915 – Stati Uniti d'America, 12 gennaio 2016), è stata un'attrice e modella inglese naturalizzata statunitense.

## Biografia
Figlia del soprano Clytie Hine e del violoncellista John Mundy, visse a Londra fino all'età di 6 anni, quando con i genitori e il fratello minore John si trasferì in America.
Nel 1936 iniziò recitando al teatro e anche come modella, venendo nominata nel 1940 tra le 10 migliori modelle, mentre come attrice cinematografica e televisiva iniziò nel 1949 recitando in diversi ruoli, tra cui Attrazione fatale in cui interpreta la suocera di Michael Douglas.
Ha continuato la sua carriera fino al 2001.

## Vita privata
È stata sposata dal 1943 al 1951 con l'attore Mark Daniels e nel 1951 si risposò con Konstantinos Yannopoulos, con cui ha avuto un figlio e con il quale è rimasta fino alla morte di lui, avvenuta nel 1985
È morta nel 2016, a 101 anni di età.

## Filmografia

### Cinema
- Gente comune (Ordinary People), regia di Robert Redford (1980)
- Attrazione fatale (Fatal Attraction), regia di Adrian Lyne (1987)

### Televisione
- Lights Out – serie TV, episodio 3x18 (1950)
- Alfred Hitchcock presenta (Alfred Hitchcock Presents) - serie TV, episodi 1x29-2x13 (1956)
- The Alcoa Hour – serie TV, episodio 2x11 (1957)